# Titus Steel
Titus Pătrașcu (n. 31 martie 1975, București, România), cunoscut sub numele de scenă Titus Steel, este unul din cei mai cunoscuți actori și regizori de filme destinate adulților din România. În 2006 s-a căsătorit cu actrița porno Jasmine Rouge.

## Premii
- 1998: Premiul Venus pentru cel mai bun debutant[1]
- 2000: Premiul Venus pentru cel mai bun actor[2]
- 2002: Premiul Venus pentru cel mai bun actor din Germania[3]
- 2010: Premiul Venus pentru cel mai bun actor[4]
- 2010: Premiul Erotixxx pentru cel mai bun actor[5]